# El profesor Layton vs. Phoenix Wright: Ace Attorney
El profesor Layton vs. Phoenix Wright: Ace Attorney (レイトン 教授 VS 逆 転 裁判 Reiton-kyōju vs Gyakuten Saiban?) es un videojuego crossover de aventuras y puzles que ha sido desarrollado por Level-5 y Capcom, fue publicado por este último para Nintendo 3DS. El juego es una mezcla de las sagas de El profesor Layton y Ace Attorney con sus respectivos personajes principales, el profesor Hershel Layton y Phoenix Wright. El juego cuenta con escenarios diseñados por Shu Takumi, el director de la serie Ace Attorney. El juego combina los puzles y las contradicciones en un juicio de El profesor Layton y Ace Attorney respectivamente. El juego salió a la venta en Japón el 29 de noviembre de 2012, el 28 de marzo de 2014 en Europa y el 29 de agosto de 2014 en Norteamérica.

## Modo de juego
El juego cuenta con una combinación de elementos de ambos juegos, tanto de "El profesor Layton" como de "Ace Attorney". Como en los juegos de El profesor Layton, el jugador se enfrenta a varios puzles, mientras trata de resolver el misterio de Labyrinthia. Como en los juegos de Ace Attorney, los jugadores tienen que encontrar pruebas y evidencias y utilizar el ingenio para encontrar contradicciones en las declaraciones de los testigos y demostrar la inocencia de su cliente. Esta vez sin embargo, Phoenix tiene que interrogar a varios testigos a la vez, que le obligan a encontrar contradicciones en sus declaraciones. El juego cuenta con doblaje y escenas de animación, un elemento básico en los juegos de El profesor Layton, pero que se verá por primera vez en la serie Ace [attorney] Archivado el 11 de enero de 2022 en Wayback Machine..

## Trama
El juego inicia después de los eventos de El profesor Layton y el legado de los ashalanti y antes de El profesor Layton y la villa misteriosa el juego tiene lugar en un universo diferente del de El profesor Layton y del de Ace Attorney. Tanto el profesor Layton como Phoenix Wright, junto con sus respectivos asistentes Luke Triton y Maya Fey, se encuentran en un mundo diferente al suyo, donde se encuentra una extraña ciudad medieval conocida como Labyrinthia que ha sido víctima recientemente de una serie de sucesos aparetemente imposibles. La ciudad es supuestamente el hogar de las brujas que se esconden en las sombras, y está supuestamente controlada por un malvado villano conocido como el Narrador. Destaca que en la trama una niña llamada Aria es acusada de brujería. Como Phoenix decide defender a Aria, Layton intentará resolver el misterio detrás de Labyrinthia.
Al resolver con éxito un puzzle, el jugador gana "picarats" que son un tipo de puntos que al final del juego te permite acceder a contenidos extras o especiales.

### Personajes
- El profesor Hershel Layton (エルシャール・レイトン教授 Erushāru Reiton-kyōju?, Doblado por: Yo Oizumi (Japón)): Un profesor al que le gusta resolver misterios a través de una serie de puzles.
- Luke Triton (ルーク・トライトン Rūku Toraiton?, Doblado por: Maki Horikita (Japón)): Aprendiz del profesor que le ayuda en sus viajes.
- Phoenix Wright (成歩堂 龍一 Naruhodō Ryūichi?, Doblado por: Hiroki Narimiya (Japón)): Un abogado que tendrá que defender una mujer acusada de brujería.
- Maya Fey (綾里 真宵 Ayasato Mayoi?, Doblado por: Mirei Kiritani (Japón)): Una aspirante a médium y asistente de Wright.
- Aria Fable / Mahoney Katalucia (マホーネ・カタルーシア Mahōne Katarūshia?, Doblada por: Aoi Yūki (Japón)): Una niña acusada de ser una bruja.
- El Narrador / Story Teller (ストーリー・テラー Sutōrī Terā?, Doblado por: Masashi Hirose (Japón)): El villano principal del juego. Cualquier historia que escribe con su pluma se convierte en realidad.
- Lord Alexander Flamair / Zacharias Barnham / Lord Jeeken Barnrod (ジーケン・バーンロッド卿 Jīken Bānroddo-kei?, Doblado por: Mamoru Miyano (Japón)): Un fiscal en los casos de brujas.
- Diana / Jodola (ジョドーラ Jodōra?, Doblada por: Toa Yukinari (Japón)): una fiscal.

## Desarrollo
El 13 de enero de 2014 se confirmó su traducción al castellano para España y, finalmente, Nintendo Ibérica confirmaba su doblaje al mismo idioma a través del medio español ESPAL3DS.com.

## Curiosidades
- Este es el primer juego de El profesor Layton que no tiene una escena de "Continuará..." al final.
- Personajes importantes de ambas sagas como Emmy Altava o Miles Edgeworth iban a aparecer en un principio en el juego, aunque finalmente no fue así.